# Ổn định Lyapunov
Có nhiều loại ổn định có thể được thảo luận cho các lời giải của phương trình vi phân hay phương trình vi phân mô tả các hệ thống động học. Loại quan trọng nhất liên quan đến sự ổn định của các lời giải gần đến một điểm cân bằng. Điều này có thể được thảo luận bởi lý thuyết của Lyapunov. Trong thuật ngữ đơn giản, nếu các lời giải mà bắt đầu gần một điểm cân bằng {\displaystyle x_{e}} ở gần  {\displaystyle x_{e}} vĩnh viễn, thì {\displaystyle x_{e}} là ổn định Lyapunov.  Mạnh hơn, nếu  {\displaystyle x_{e}} là ổn định Lyapunov và tất cả các lời giải đó bắt đầu gần  {\displaystyle x_{e}} hội tụ về  {\displaystyle x_{e}}, thì {\displaystyle x_{e}} là ổn định tiệm cận. Khái niệm về sự ổn định mũ đảm bảo một tốc độ tối thiểu của phân rã, tức là, ước tính một cách nhanh chóng các lời giải hội tụ như thế nào. Ý tưởng về sự ổn định Lyapunov có thể được mở rộng cho các đa tạp có chiều vô hạn, nơi được gọi là ổn định cấu trúc, trong đó liên quan đến hành vi của các lời giải khác nhau nhưng "gần" với các phương trình vi phân. Ổn định đầu vào trạng thái (ISS) áp dụng các khái niệm Lyapunov cho các hệ thống với các đầu vào.

## Lịch sử
Ổn định Lyapunov được đặt theo tên nhà toán học người Nga, Aleksandr Lyapunov, người đã xuất bản cuốn sách Bài toán Tổng quát về sự ổn định chuyển động vào năm 1892. Lyapunov là người đầu tiên xem xét những sửa đổi cần thiết trong các hệ thống phi tuyến vào lý thuyết tuyến tính của sự ổn định dựa trên việc tuyến tính hóa gần một điểm cân bằng. Công trình của ông ban đầu được xuất bản bằng tiếng Nga và sau đó được dịch sang tiếng Pháp, và ít nhận được sự chú ý trong nhiều năm. Sự quan tâm đến nó đột ngột bắt đầu trong thời kỳ chiến tranh lạnh khi những cái gọi là "phương pháp thứ hai của Lyapunov" (xem dưới đây) đã được tìm thấy khả năng áp dụng đối với sự ổn định của các hệ thống dẫn đường hàng không vũ trụ thường chứa các yếu tố phi tuyến mạnh mẽ không có thể xử lý bằng các phương pháp khác. Một số lượng lớn các ấn phẩm đã xuất hiện sau đó và ở trong các tài liệu chuyên ngành điều khiển và hệ thống. Gần đây hơn khái niệm về số mũ Lyapunov (liên quan đến phương pháp đầu tiên của Lyapunov thảo luận về sự ổn định) đã nhận được nhiều sự quan tâm liên quan đến lý thuyết hỗn loạn. Các phương pháp ổn định Lyapunov cũng đã được áp dụng để tìm ra các lời giải cân bằng trong các bài toán phân luồng giao thông.

## Định nghĩa cho các hệ thống thời gian liên tục
Hãy xem xét một hệ thống động lực học phi tuyến tự hành như sau
{\displaystyle {\dot {x}}=f(x(t)),\;\;\;\;x(0)=x_{0}},
trong đó {\displaystyle x(t)\in {\mathcal {D}}\subseteq \mathbb {R} ^{n}} nghĩa là vector trạng thái hệ thống, {\displaystyle {\mathcal {D}}} một tập mở chứa gốc, và{\displaystyle f:{\mathcal {D}}\rightarrow \mathbb {R} ^{n}} liên tục trên {\displaystyle {\mathcal {D}}}.  Giả sử {\displaystyle f} có một điểm cân bằng tại {\displaystyle x_{e}} do đó {\displaystyle f(x_{e})=0}  thì
1. Trạng thái cân bằng này được gọi là ổn định Lyapunov nếu, cho mỗi   {\displaystyle \epsilon >0}, tồn tại một {\displaystyle \delta >0} mà, nếu {\displaystyle \|x(0)-x_{e}\|<\delta }, thì với mọi {\displaystyle t\geq 0} ta có {\displaystyle \|x(t)-x_{e}\|<\epsilon }.
2. Cân bằng của hệ thống ở trên được cho là ổn định tiệm cận nếu nó là ổn định Lyapunov và tồn tại  {\displaystyle \delta >0} như vậy nếu  {\displaystyle \|x(0)-x_{e}\|<\delta }, thì{\displaystyle \lim _{t\to \infty }\|x(t)-x_{e}\|=0}.
3. {\displaystyle \alpha >0,\beta >0,\delta >0} như vậy nếu  {\displaystyle \|x(0)-x_{e}\|<\delta }, thì{\displaystyle \|x(t)-x_{e}\|\leq \alpha \|x(0)-x_{e}\|e^{-\beta t}}, cho tất cả  {\displaystyle t\geq 0}.

Một cách khái niệm, ý nghĩa của các điều khoản ở trên là như sau:
1. Sự ổn định Lyapunov của một trạng thái cân bằng có nghĩa rằng lời giải bắt đầu "đủ gần" để cân bằng (nằm trong một khoảng {\displaystyle \delta } kể từ nó) vẫn duy trì mãi mãi "đủ gần" (nằm trong một khoảng {\displaystyle \epsilon } tính tình nó). Lưu ý rằng điều này phải đúng cho bất kỳ {\displaystyle \epsilon } mà ta có thể chọn.
2. Sự ổn định tiệm cận có nghĩa là các lời giải bắt đầu đủ gần không chỉ duy trì đủ gần mà cuối cùng còn hội tụ về điểm cân bằng.
3. Ổn định hàm mũ có nghĩa là lời giải không chỉ hội tụ, mà trong thực tế còn hội tụ nhanh hơn hoặc ít nhất nhanh bằng một tốc độ cụ thể đã biết  {\displaystyle \alpha \|x(0)-x_{e}\|e^{-\beta t}}.

Quỹ đạo x là (địa phương) thu hút nếu
{\displaystyle \|y(t)-x(t)\|\rightarrow 0}
(trong đó y(t) là ký hiệu của đầu ra hệ thống) từ {\displaystyle t\rightarrow \infty } cho tất cả các quỹ đạo mà bắt đầu đủ gần, và hấp dẫn trên toàn cục nếu thuộc tính này được giữ cho tất cả các quỹ đạo.
Đó là, nếu x thuộc về nội bộ của đa tạp ổn định của nó, nó là ổn định tiệm cận nếu nó vừa hấp dẫn và vừa ổn định. (Có những ví dụ cho thấy tính hấp dẫn không hàm ý sự ổn định tiệm cận. Những ví dụ như vậy rất dễ tạo các kết nối homoclinic.)
Nếu Jacobian của hệ thống động học ở trạng thái cân bằng sẽ xảy ra là một ma trận ổn định (ví dụ, nếu một phần thực của mỗi vectơ riêng là hoàn toàn âm), thì trạng thái cân bằng là ổn định tiệm cận.

## Ví dụ
- {\displaystyle V(x)=0} nếu và chỉ nếu   {\displaystyle x=0}
- {\displaystyle V(x)>0}  nếu và chỉ nếu {\displaystyle x\neq 0}
- {\displaystyle {\dot {V}}(x)={\frac {d}{dt}}V(x)=\sum _{i=1}^{n}{\frac {\partial V}{\partial x_{i}}}f_{i}(x)\leq 0} đối với tất cả các giá trị của {\displaystyle x\neq 0} (nửa xác định âm). Lưu ý: đối với ổn định tiệm cận,   {\displaystyle {\dot {V}}(x)<0} for {\displaystyle x\neq 0} là yêu cầu bắt buộc (xác định âm).

Thì V(x) được gọi là một hàm Lyapunov ứng viên và hệ thống là ổn định trong ý nghĩa của Lyapunov (lưu ý rằng {\displaystyle V(0)=0} là yêu cầu bắt buộc; Mặt khác ví dụ   {\displaystyle V(x)=1/(1+|x|)} "chứng minh" rằng{\displaystyle {\dot {x}}(t)=x}). Một điều kiện khác được gọi là "tính đúng đắn" hoặc "tính quá độ tia" là cần thiết để kết luận sự ổn định toàn cục. Ổn định tiệm cận toàn cục (GAS) cũng tương tự.
Sẽ dễ dàng hơn để hình dung phương pháp phân tích này bằng cách nghĩ đến một hệ thống vật lý (ví dụ như lò xo dao động và khối lượng) và xem xét năng lượng của một hệ thống như vậy. Nếu hệ thống này tiêu hao năng lượng theo thời gian và năng lượng này không bao giờ phục hồi được và cuối cùng nó phải buộc dừng lại và đạt tới một trạng thái nghỉ cuối cùng nào đó. Trạng thái cuối cùng này được gọi là điểm thu hút. Tuy nhiên, việc tìm kiếm một hàm để miêu tả chính xác năng lượng của một hệ thống vật lý có thể rất khó, và đối với các hệ thống toán học trừu tượng, hệ thống kinh tế hay các hệ thống sinh học, khái niệm về năng lượng có thể không dùng được.
Việc thực hiện hóa của Lyapunov đó là sự ổn định có thể được chứng minh mà không đòi hỏi kiến thức về năng lượng vật lý thực sự, cung cấp một hàm Lyapunov có thể được tìm thấy để đáp ứng các hạn chế trên.

## Định nghĩa cho các hệ thống thời gian rời rạc
Định nghĩa của ổn định Lyapunov cho các hệ thống thời gian rời rạc cũng gần giống như đối với các hệ thống thời gian liên tục. Định nghĩa dưới đây sử dụng một ngôn ngữ thay thế thường được sử dụng trong các văn bản toán học nhiều hơn.
Cho (X, d) là một không gian metric và f: X → X là một hàm liên tục. Một điểm x trong X được gọi là Ổn định Lyapunov, nếu,
{\displaystyle {\dot {x}}=f(x(t)),\;\;\;\;x(0)=x_{0}},
trong đó {\displaystyle x(t)\in {\mathcal {D}}\subseteq \mathbb {R} ^{n}} nghĩa là vectơ trạng thái hệ thống, {\displaystyle {\mathcal {D}}} một tập mở chứa gốc, và{\displaystyle f:{\mathcal {D}}\rightarrow \mathbb {R} ^{n}} liên tục trên {\displaystyle {\mathcal {D}}}.  Giả sử {\displaystyle f} có một điểm cân bằng tại {\displaystyle x_{e}} do đó {\displaystyle f(x_{e})=0}  thì
{\displaystyle \exists \delta >0\left[d(x,y)<\delta \Rightarrow \lim _{n\to \infty }d\left(f^{n}(x),f^{n}(y)\right)=0\right].}

## Ví dụ
Hãy xem xét một phương trình, trong đó so sánh với phương trình dao động Van der Pol, yếu tố ma sát thay đổi theo:
{\displaystyle {\ddot {y}}+y-\varepsilon \left({\frac {{\dot {y}}^{3}}{3}}-{\dot {y}}\right)=0.}
Trạng thái cân bằng tại:{\displaystyle {\ddot {y}}=y=0.}
Dưới đây là một ví dụ tốt về một nỗ lực không thành công để tìm hàm Lyapunov để chứng minh sự ổn định:
Cho
{\displaystyle x_{1}=y,x_{2}={\dot {y}}}
do đó hệ thống tương ứng là
{\displaystyle {\dot {x_{2}}}=-x_{1}+\varepsilon \left({\frac {{x_{2}}^{3}}{3}}-{x_{2}}\right).}
Hãy lựa chọn như là một hàm Lyapunov
{\displaystyle V={\frac {1}{2}}\left(x_{1}^{2}+x_{2}^{2}\right)}
mà rõ ràng là xác định dương. Đạo hàm của nó là
{\displaystyle {\dot {V}}=x_{1}{\dot {x}}_{1}+x_{2}{\dot {x}}_{2}=x_{1}x_{2}-x_{1}x_{2}+\varepsilon {\frac {x_{2}^{4}}{3}}-\varepsilon {x_{2}^{2}}=\varepsilon {\frac {x_{2}^{4}}{3}}-\varepsilon {x_{2}^{2}}.}
Dường như là nếu tham số {\displaystyle \varepsilon } là dương, độ ổn định sẽ là tiệm cận đối với {\displaystyle x_{2}^{2}<3.} Nhưng điều này là sai, bởi vì {\displaystyle {\dot {V}}} không phụ thuộc vào {\displaystyle x_{1}}, và sẽ là 0 mọi nơi trong trục {\displaystyle x_{1}}. Hệ thống này là ổn định Lyapunov.

## Bổ đề Barbalat và sự ổn định của hệ thống thời gian biến đổi
Giả sử f là hàm số chỉ theo thời gian.
- Ta có {\displaystyle {\dot {f}}(t)\to 0} không có nghĩa là {\displaystyle f(t)} có một giới hạn tại {\displaystyle t\to \infty }. Ví dụ, {\displaystyle f(t)=\sin(\ln(t)),\;t>0}.
- {\displaystyle f(t)} tiến tới một giới hạn khi {\displaystyle t\to \infty } không có nghĩa là {\displaystyle {\dot {f}}(t)\to 0}. Ví dụ, {\displaystyle f(t)=\sin(t^{2})/t,\;t>0}.
- {\displaystyle f(t)} bị chặn dưới và giảm ({\displaystyle {\dot {f}}\leq 0}) ngụ ý là nó hội tụ đến một giới hạn. Nhưng nó không có nghĩa là có hay không {\displaystyle {\dot {f}}\to 0} khi {\displaystyle t\to \infty }.

Bổ đề Barbalat cho biết:
Nếu {\displaystyle f(t)} có một giới hạn hữu hạn khi {\displaystyle t\to \infty } và nếu {\displaystyle {\dot {f}}} là liên tục đều (hoặc {\displaystyle {\ddot {f}}} bị chặn), thì{\displaystyle {\dot {f}}(t)\to 0} khi {\displaystyle t\to \infty }.
Thông thường, rất khó để phân tích sự ổn định tiệm cận của các hệ thống thời gian biến đổi vì rất khó để tìm ra hàm Lyapunov với một đạo hàm xác định âm.
Chúng ta biết rằng trong trường hợp của các hệ thống tự hành (thời gian bất biến), nếu {\displaystyle {\dot {V}}} là nửa xác định âm (NSD), thì cũng có thể biết được các hành vi tiệm cận bằng cách sử dụng định lý bất biến nào đó. Tuy nhiên, sự linh hoạt này không sẵn có cho các hệ thống thời gian biến đổi. Đây là nơi "bổ đề Barbalat " được sử dụng tới. Nó nói rằng:
Nếu {\displaystyle V(x,t)} thỏa mãn những điều kiện sau:
1. {\displaystyle V(x,t)}
2. {\displaystyle {\dot {V}}(x,t)} là nửa xác định âm (NSD)
3. {\displaystyle {\dot {V}}(x,t)} là liên tục đều theo thời gian (được thỏa mãn nếu {\displaystyle {\ddot {V}}} là hữu hạn)

thì {\displaystyle {\dot {V}}(x,t)\to 0} as {\displaystyle t\to \infty }.
Ví dụ sau đây được lấy từ trang 125 của cuốn sách của Slotine và Li: Điều khiển phi tuyến ứng dụng.
Xem xét một hệ thống không tự hành sau
{\displaystyle {\dot {e}}=-e+g\cdot w(t)}
{\displaystyle {\dot {g}}=-e\cdot w(t).}
Đây là hệ thống phi tự hành bởi vì đầu vào {\displaystyle w} là một hàm số theo thời gian.  Giả sử rằng đầu vào {\displaystyle w(t)} bị chặn.
Lấy {\displaystyle V=e^{2}+g^{2}} ta có {\displaystyle {\dot {V}}=-2e^{2}\leq 0.}
Điều này nó lên rằng {\displaystyle V(t)<=V(0)} bởi hai điều kiện đầu tiên và do đó {\displaystyle e} và {\displaystyle g} là bị chặn. Nhưng nó không nói bất cứ điều gì về sự hội tụ của {\displaystyle e} về zero. Hơn nữa, định lý tập bất biến không thể được áp dụng, vì các đặc tính động lực học là không tự hành.
Sử dụng bổ đề Barbalat:
{\displaystyle {\ddot {V}}=-4e(-e+g\cdot w)}.
Hàm này là bị chặn bởi vì {\displaystyle e}, {\displaystyle g} và {\displaystyle w} là bị chặn. Điều này nghĩa là {\displaystyle {\dot {V}}\to 0} khi {\displaystyle t\to \infty } và do đó {\displaystyle e\to 0}. Điều này chứng tỏ rằng các sai số là hội tụ.